# Fekete csupaszcsiga
A fekete csupaszcsiga (Arion ater) a csigák (Gastropoda) osztályának a tüdőscsigák (Pulmonata) rendjébe, ezen belül az Arionidae családjába tartozó faj.

## Előfordulása
A fekete csupaszcsiga Nyugat-Európában honos. A közép-európai formát egyes szakértők külön fajnak tekintik (vörös csupaszcsiga).

## Megjelenése
A fekete csupaszcsiga kifejlett állapotban 10-13 centiméter. A testét borító köpeny szemcsés, enyhén kiemelkedő részt alkot, ez a burok védi a legtöbb szervet, köztük a tüdőt is. A lába izmos és nyálkás felületű. A csiga hullámszerű mozgásokat végez vele, amelyek biztosítják előrehaladását. A csiga a légzőnyíláson szívja be és fújja ki a levegőt. A nyíláson keresztül a levegő a csiga köpenyében található egyszerű tüdőbe kerül. A tapogatók a táplálék felkutatására szolgálnak. A hosszabb tapogatók végén egy-egy szem található; ezek valószínűleg csak a világosságot és a sötétséget érzékelik. Ha valami a testének ütközik, a csiga felveszi a védekező állást, ami annyiból áll, hogy összegömbölyödik. A színezet egyedenként különböző. A fekete mellett, élénkpiros, sötétbarna, sőt halvány narancsszínű alakok is előfordulnak.

## Életmódja
A fekete csupaszcsiga rendszerint éjjel aktív, de eső után nappal is előbukkan. Hideg vagy száraz idő esetén beássa magát a földbe. Az állat mindenevő, tápláléka korhadó és élő növények, valamint állati ürülék és tetemek. A fekete csupaszcsiga gyakran szolgál apró atkák gazdaállatául. Az atkák a csiga nyálkájával táplálkoznak. A nyálka olyan jól kipárnázza a csigát, hogy hegyes felületeken sem sérül meg. Az ezüstös nyálkanyom vesztét is okozhatja. Egyes ragadozók ugyanis követik ezt a nyomot, és felfalják a csigát. A fekete csupaszcsiga legfeljebb 3 évig él.

## Szaporodása
Az ivarérettséget egyéves korban éri el. A fekete csupaszcsiga hímnős állat, tehát hímivarsejtet és petét is termel, de a szaporodáshoz mégis párzania kell. A peték színe a fehértől a barnáig változik, és 4 milliméter hosszúak. A csiga a föld alá, csomókban rakja le petéit. Egy csomóban legfeljebb 150 pete van. A kiscsigák 4-6 hét után fejlődnek ki a petékből; az év késői szakaszában rakott peték áttelelnek.

## Képek

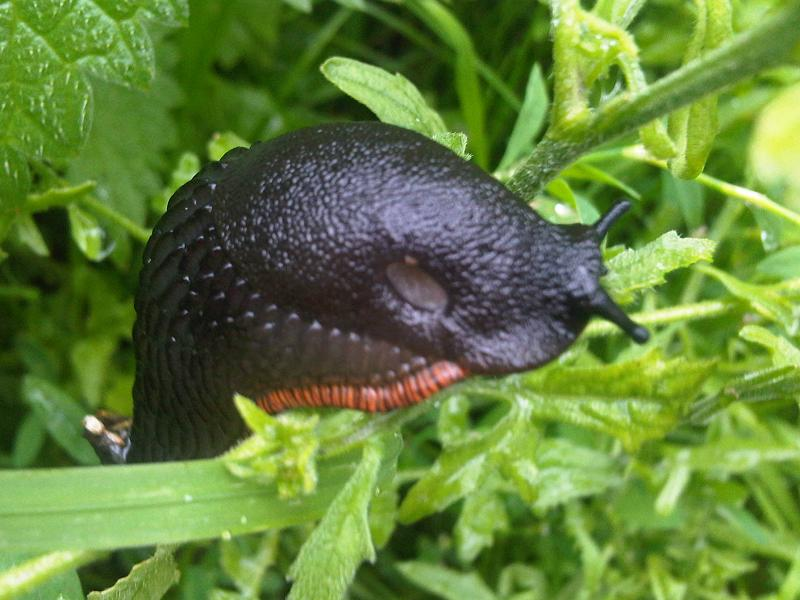
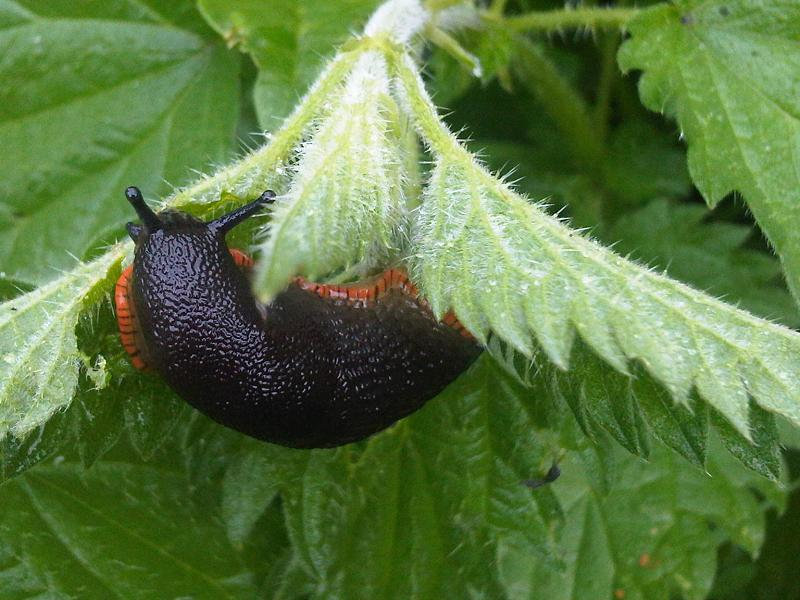
rágás közben
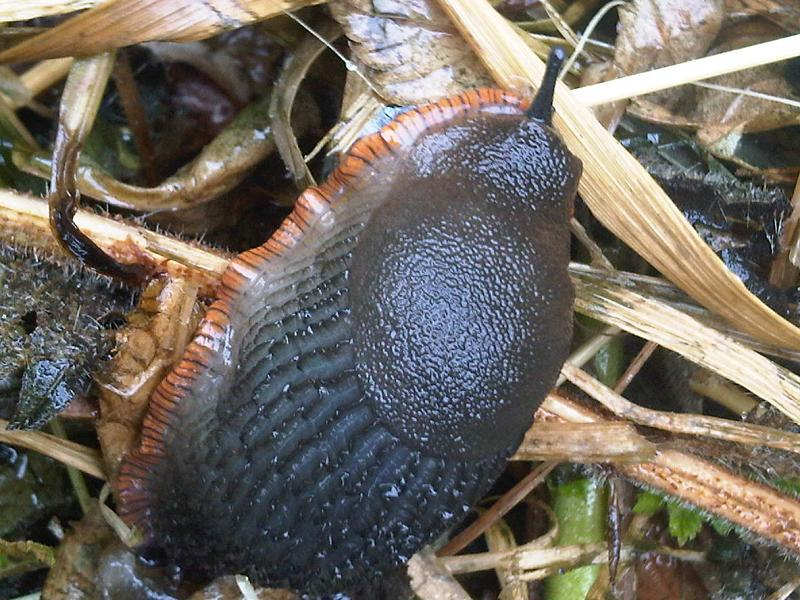
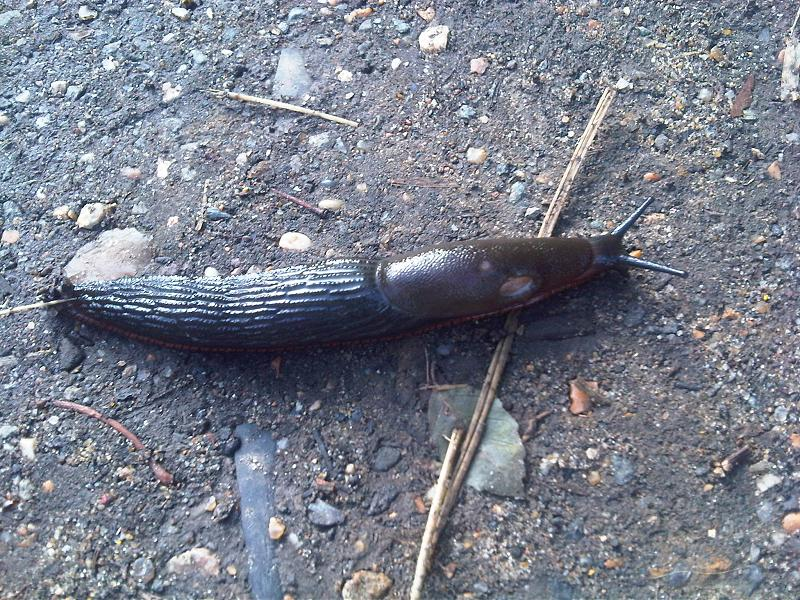
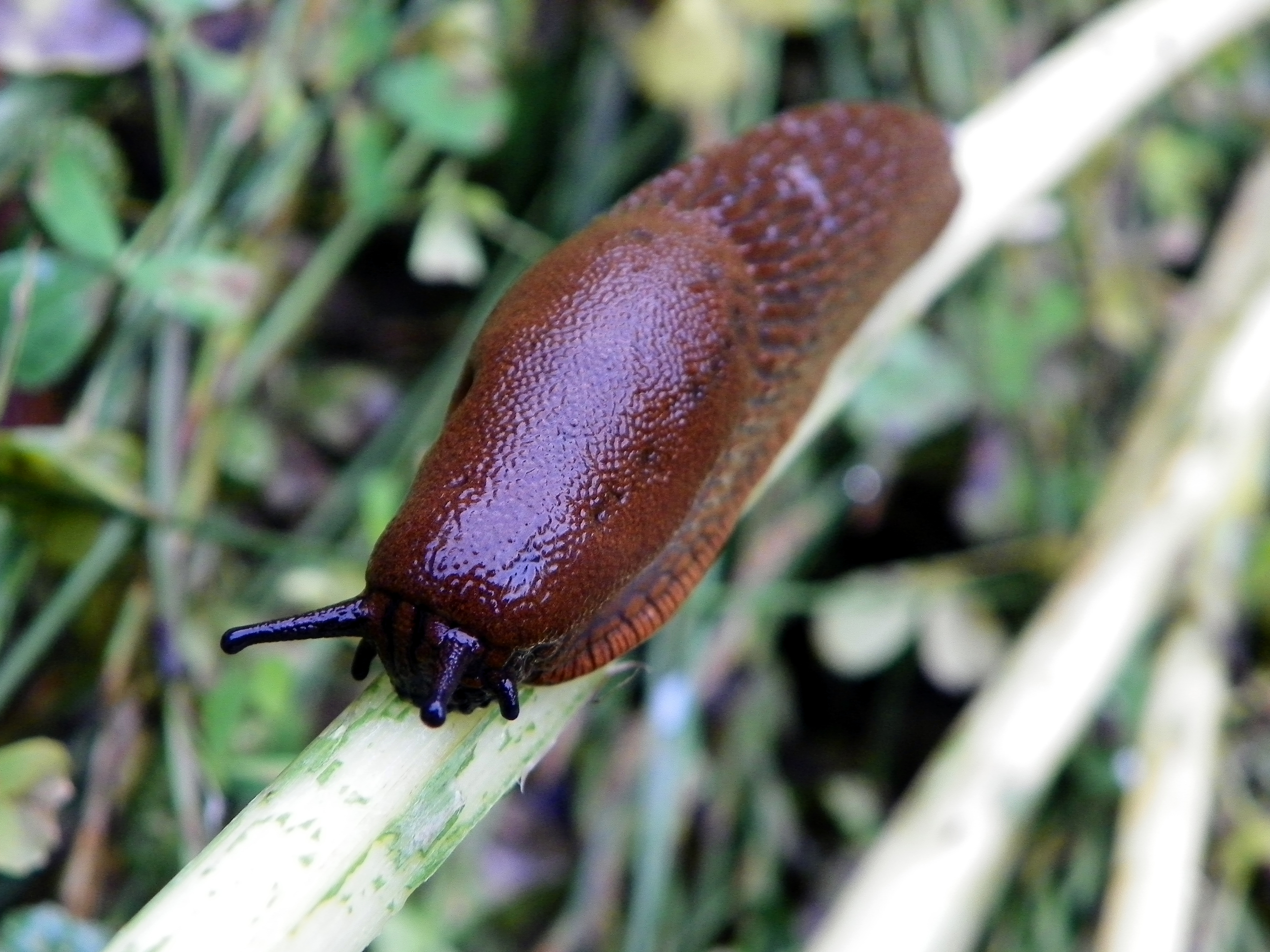
barnás árnyalatú példány
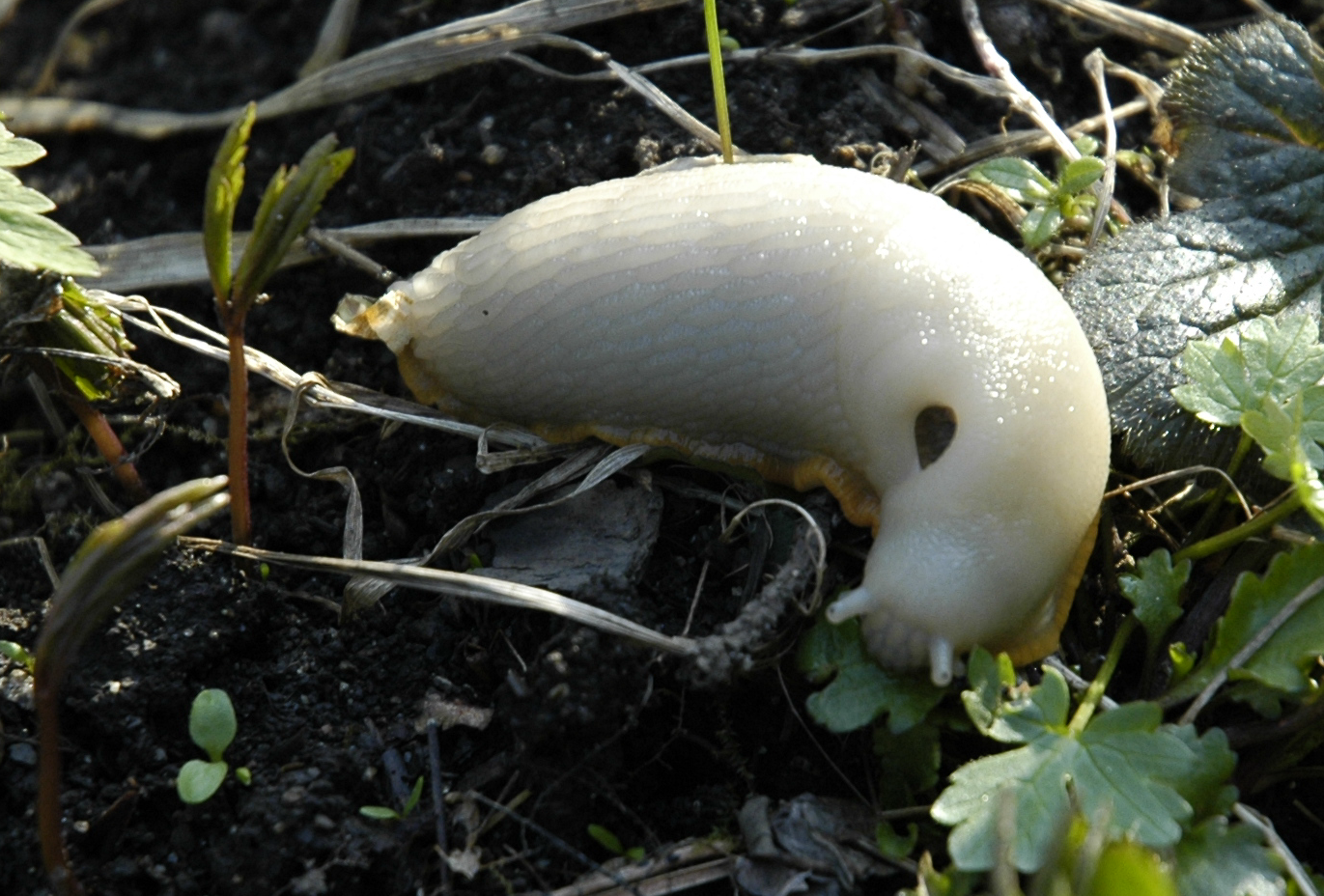
fehér példány
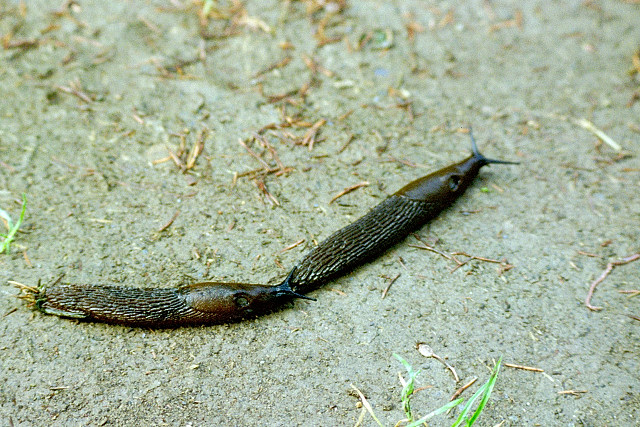
párt keresve
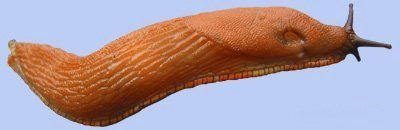
vörös csupaszcsiga, amely egyesek szerint külön fajba tartozik